# Università Fan S. Noli di Coriza
L'Università Fan S. Noli di Coriza (in albanese Universiteti "Fan S. Noli", Korçë, in acronimo UK) è un'università statale albanese con sede principale a Coriza e una sede distaccata a Pogradec.

## Storia
L'università fu istituita per decisione del Consiglio dei ministri della Repubblica d'Albania del 7 gennaio 1992 sulle basi dell'Istituto agrario superiore, nato nel 1971. Al momento della fondazione l'università contava tre facoltà: Agraria, Economia e Istruzione.
Nel 1994, sempre su decisione governativa, l'università fu intitolata a Fan Stilian Noli, vescovo e fondatore della Chiesa ortodossa autocefala albanese nonché Primo ministro dell'Albania.

## Facoltà
- Facoltà di Agraria
- Facoltà di Economia
- Facoltà di Scienze della formazione e Filologia
- Facoltà di Scienze naturali e Scienze umane

## Rettori
- Dhimitri Bello (2020-2024)
- Lorenc Ekonomi (dal 2024)